# Neoregelia tenebrosa
Neoregelia tenebrosa är en gräsväxtart som beskrevs av Elton Martinez Carvalho Leme. Neoregelia tenebrosa ingår i släktet Neoregelia och familjen Bromeliaceae. Inga underarter finns listade i Catalogue of Life.